# Jewhen Nahirnyj
Jewhen Nahirnyj, ukr. Євге́н Васи́льович Нагі́рний (ur. 13 sierpnia 1885 w Rudnie koło Lwowa – zm. 8 czerwca 1951) – ukraiński architekt, syn Wasyla Nahirnego.
Studia skończył w 1912. Duży wpływ na jego formowanie jako architekta mieli profesor Iwan Lewicki i  architekt Wawrzyniec Dayczak, w których pracowniach odbywał staż, jednak największy twórczość jego ojca. Po ukończeniu studiów na początku pracował w pracowni ojca. 
Ich twórcza współpraca została przerwana przez I wojnę światową. W 1915 został aresztowany przez władze austriackie i internowany. Powróciwszy z internowania, zajmował się odbudową budynków w Dolinie. Po śmierci ojca oraz młodej żony, wraz z maleńką córką powrócił do Lwowa.
W 1939 po włączeniu Lwowa do Ukraińskiej SRR, wraz z M. Mikułą stworzył lwowski oddział Związku Architektów Ukrainy. Do końca życia był zastępcą przewodniczącego Związku, kierując sekcją ochrony zabytków lwowskiego Komitetu Obwodowego. Początkowo w swoich projektach wykorzystywał ukraińskie motywy ludowe, w późniejszych zaznaczył się wpływ konstruktywizmu.
Został pochowany na Cmentarzu Łyczakowskim.